# Université Denison
L'université Denison (en anglais : Denison University) est une université américaine située à Granville dans l'Ohio.

## Historique

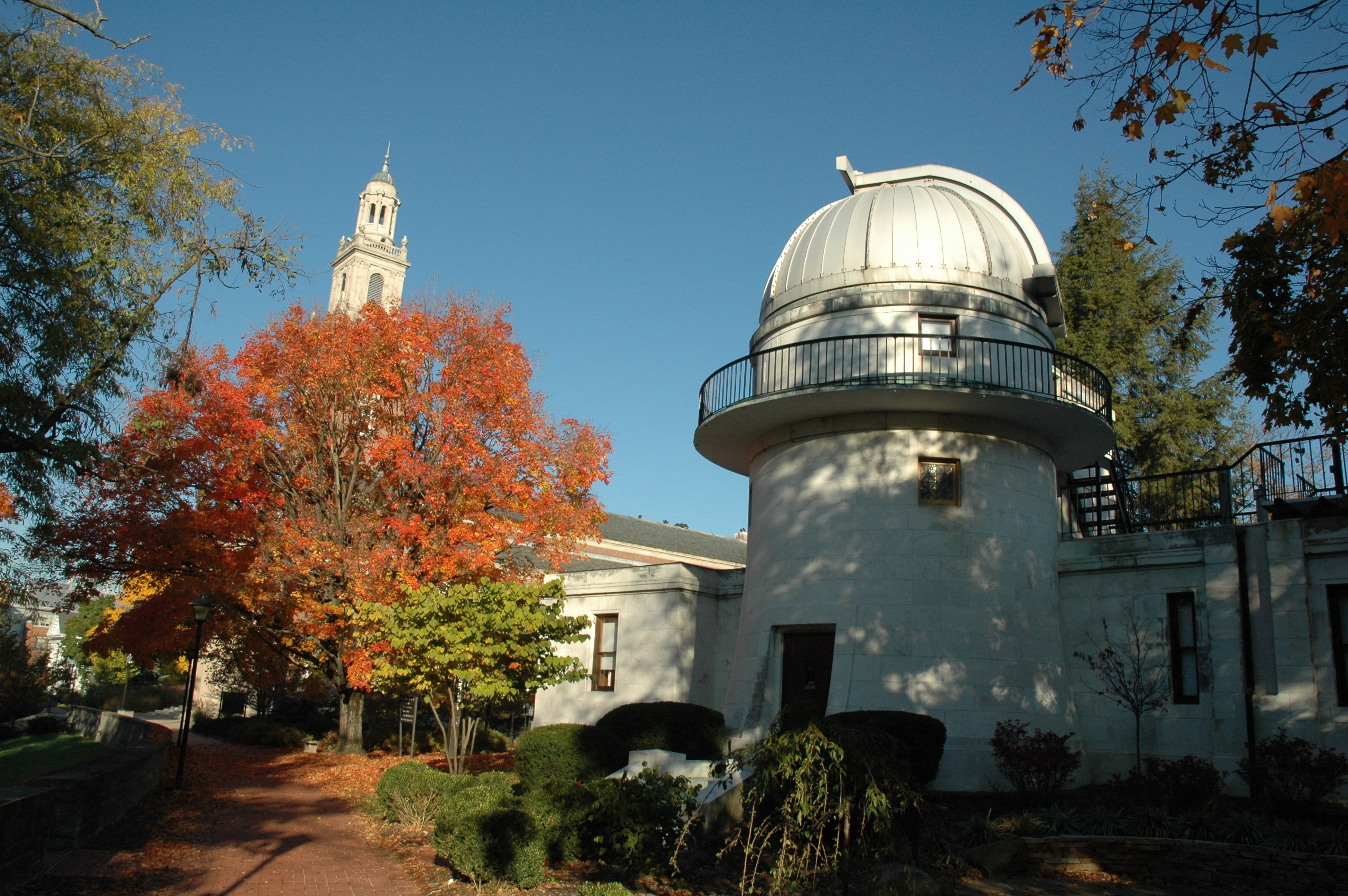
La chapelle et l'observatoire situés sur le campus.

Fondé en 1831, l'établissement porte le nom de William S. Denison (en) depuis 1853.

## Personnalités liées à l'université

### Étudiants
- Steve Carell
- Philip E. Converse
- Bob Dold
- Michael Eisner
- Hal Holbrook
- Richard Lugar

## Source
- (en) Cet article est partiellement ou en totalité issu de l’article de Wikipédia en anglais intitulé « Denison University » (voir la liste des auteurs).